# Chaouia-Ouardigha
Chaouia-Ouardigha (em árabe: الشاوية ورديغة‎; romaniz.: Ǧihâtu š-Šāwīyâ - Wardīġâ) foi uma região do Marrocos, vigente entre 1997 e 2015. Tinha 7 010 km² de área e em 2004 tinha 1 655 660 habitantes. Sua capital era a cidade de Settat.
M. Mohamed Ali El Admi, ex-membro e um dos fundadores da Frente Polisário, foi substituído como governador (uale) da região em abril de 2007 por Abdechakour Rais.

## Províncias
A região está dividida em quatro províncias:
- Ben Slimane
- Berrechid
- Khouribga
- Settat